# 한국블루베리협회
한국블루베리연합회는 블루베리 산업의 발전을 위해, 블루베리에 관한 정보를 널리 홍보하고, 블루베리관련 사업자의 경제적, 사회적 지위향상 및 복리증진 목적으로 2010년 9월 24일 설립·허가된 대한민국 농림축산식품부 소관의 사단법인이다. 사무실은 충청북도 영동군 학산면 모리2길 44에 있다.